# Antenal

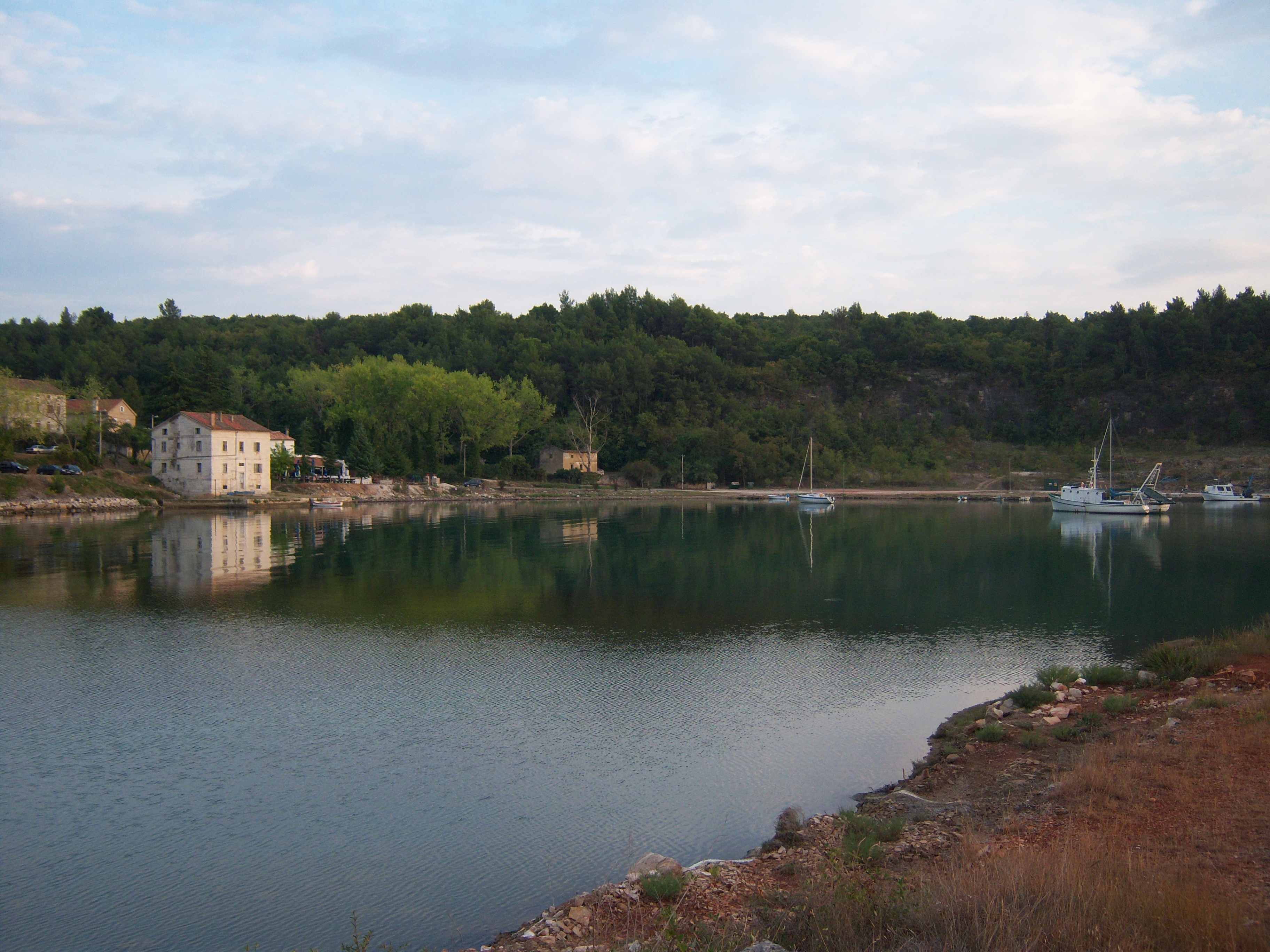

Antenal (en italien : Antenal) est une localité de Croatie située en Istrie, dans la municipalité de Novigrad, dans le comitat d'Istrie. En 2001, la localité comptait 153 habitants.

## Démographie
| 1948 | 1953 | 1961 | 1971 | 1981 | 1991 | 2001 |
| ---- | ---- | ---- | ---- | ---- | ---- | ---- |
| 97   | 116  | 168  | 116  | 101  | 130  | 153  |